# Zhao Zong-Yuan
Zhao Zong-Yuan (chiń. upr. 赵宗元; chiń. trad. 趙宗元; pinyin Zhào Zōngyuán; ur. 26 czerwca 1986 w Pekinie) – australijski szachista pochodzenia chińskiego, arcymistrz od 2008 roku.

## Kariera szachowa
W wieku 14 lat został najmłodszym mistrzem międzynarodowym, a mając lat 21 – najmłodszym arcymistrzem w historii australijskich szachów. Pierwsze sukcesy zaczął odnosić pod koniec lat 90. XX wieku. W 1999 r. zwyciężył w mistrzostwach Queenslandu juniorów do lat 18, w 2000 r. zajął II m. w finale indywidualnych mistrzostw Australii (za Darrylem Johansenem) oraz w turnieju strefowym (eliminacji mistrzostw świata) w Auckland (za Aleksandarem Wohlem), natomiast w 2001 r. zdobył w Canberze tytuł mistrza kraju juniorów do lat 18. W 2004 r. zwyciężył w otwartym turnieju Doeberl Cup w Canberze, natomiast w 2005 r. zajął I m. w turnieju Australian Young Masters w Sydney (uzyskując 9 pkt w 9 partiach). W 2007 r. odniósł kolejne sukcesy: zwyciężył w turnieju Australian Open w Canberze, w turnieju First Saturday w Budapeszcie (wspólnie ze Zlatko Ilinciciem) oraz w turnieju strefowym w Nadi, dzięki czemu zakwalifikował się do rozegranego w tym samym roku Pucharu Świata (w I rundzie tego turnieju przegrał z Magnusem Carlsenem). W 2008 r. triumfował w Pontevedrze oraz podzielił I m. w Sydney (wspólnie z Zhang Zhongiem, Surya Gangulym i Gawainem Jonesem) oraz w São Paulo (wspólnie z Gilberto Milosem).
W latach 2000–2010 pięciokrotnie reprezentował barwy Australii na szachowych olimpiadach.
Najwyższy ranking w dotychczasowej karierze osiągnął 1 marca 2010 r., z wynikiem 2592 punktów zajmował wówczas 1. miejsce wśród australijskich szachistów.